# 즐라탄 무슬리모비치
즐라탄 무슬리모비치(보스니아어: Zlatan Muslimović, 1981년 3월 6일~)는 보스니아 헤르체고비나의 축구 선수로 포지션은 공격수이다. 스웨덴에서 성장하며 축구를 시작했으며 주로 이탈리아에서 프로 선수 생활을 보냈다.
국제 경기에서는 보스니아 헤르체고비나 대표팀 소속으로 활동했다.

## 초기 경력
유고슬라비아의 바냐루카에서 태어났으며 가족과 함께 스웨덴으로 이주했다. 10대 시절에 스웨덴에서 축구를 했으며 지역 청소년팀인 하보 IF와 후스크바르나 FF에서 활동했다. 1994년부터 1995년까지 브란스토르프스 IF 유소년팀에서 골키퍼로 활동하기도 했으며 1998년부터 1999년까지 프로 축구팀인 IFK 예테보리의 유소년팀에서 뛰었다. 1999년에는 이탈리아로 건너가 세리에 A의 팀인 우디네세 칼초 유소년팀에 입단했다.

## 국가대표팀 경력
스웨덴과 보스니아 헤르체고비나 복수 국적을 보유했으며 2001년부터 2002년까지 보스니아 헤르체고비나 U-21 대표팀에서 뛰면서 보스니아 헤르체고비나 국가대표를 택했다.
2006년 8월 16일 사라예보에서 열린 프랑스와의 친선 경기를 통해 A매치에 데뷔했다. 그는 세르게이 바르바레즈의 교체 선수로 뛰었으며 경기는 1-2로 패했다. 이후 몰타(2경기), 헝가리, 노르웨이, 튀르키예와의 UEFA 유로 2008 예선 경기에 출전했으며 2006년 9월 2일에 열린 몰타와의 유로 2008 예선에서 데뷔골을 넣었다.
2007년 8월에 사라예보에서 열린 크로아티아와의 친선 경기에서 해트트릭을 기록했으며 경기는 3-5로 패했다. 무슬리모비치는 엘비르 볼리치, 엘비르 발리치, 즈베즈단 미시모비치, 베다드 이비셰비치, 에딘 제코와 함께 보스니아 헤르체고비나 대표팀 선수로는 A매치에서 해트트릭을 기록한 6명의 선수 중 한 명이 되었다.
2007년 3월 24일 노르웨이와의 유로 2008 예선에서는 동료 미드필더인 즈베즈단 미시모비치와 골을 넣으며 2-1 승리를 하는 등 활약을 보였으며 2007년 6월 2일 튀르키예전에서는 미시모비치의 패스를 받아내 뤼슈튀 레치베르가 지키는 튀르키예 골문을 뚫어내면서 동점골을 넣었으며 이 경기는 89분에 교체 투입된 아드난 추스토비치가 코너킥을 헤딩골로 만들면서 3-2 승리로 끝났다.
2009년 9월 5일 예레반에서 열린 아르메니아와의 2010년 FIFA 월드컵 예선 경기에서 세니야드 이브리치치와 함께 골을 넣으며 0-2 승리에 기여했다. 이 경기에서 넣은 골은 무슬리모비치의 마지막 국가대표팀 골이다. 같은 해 11월 포르투갈와의 월드컵 예선 경기 2번 모두 출전했으나 패하면서 예선 탈락했다. 무슬리모비치는 리스본에서 열린 원정 경기에서 슛을 시도했으나 골대에 맞으며 득점을 하지 못했다.
그의 마지막 국가대표 경기는 2011년 9월 2일에 열린 벨라루스와의 UEFA 유로 2012 예선이다. 무슬리모비치는 보스니아 헤르체고비나 대표팀 선수로서 A매치 33경기에 출전했고 11골을 넣었다.

## 수상
리미니
- 세리에 C1: 우승(2004–05)
- 수페르코파 디 세리에 C: 우승(2005)

PAOK
- 그리스 수페르리가: 준우승(2008–09)

구이저우 런허
- 중국 FA컵: 우승(2013)[1]
- 중국 FA 슈퍼컵: 우승(2014)